# Premio Nansen
El Premio Nansen para los refugiados es un galardón entregado anualmente a individuos o grupos en reconocimiento de servicios destacados a la causa de los refugiados.

## Historia
Lleva el nombre en homenaje al célebre explorador polar noruego Fridtjof Nansen, quien fue designado en 1921 como el primer Alto Comisionado para los Refugiados por la Sociedad de Naciones, predecesora de la Organización de las Naciones Unidas.
Anteriormente fue conocido como la Medalla Nansen, y otorgado a individuos o grupos que hubiesen destacado en la causa de los refugiados.
El premio se otorgó por primera vez en 1955, y sólo desde 1979 el premio incluye un aporte de dinero que en el 2005 era de 100.000 dólares. Canadá es el único país que ha recibido el premio como nación.

## Premiados

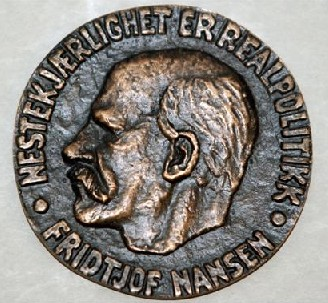
Antigua Medalla Nasen.

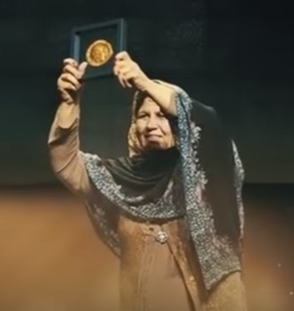
Aqeela Asifi en 2015

El asterisco (*), significa que recibieron el premio de forma póstuma.
- 1954, Eleanor Roosevelt (EE. UU.)
- 1955, Reina Juliana (Países Bajos)
- 1956, Dorothy D. Houghton (EE. UU.) y Gerrit J van Heuven Goedhart* (Países Bajos)
- 1957, Sociedades Nacionales de la Cruz Roja
- 1958, David Hoggett (Reino Unido) y Pierre Jacobsen* (Francia)
- 1959, Oskar Helmer (Austria)
- 1960, Christopher Chataway, Colin Jones, Trevor Philpott y Timothy Raison (Reino Unido)
- 1961, Olaf V (Noruega)
- 1962, Tasman Heyes (Australia)
- 1963, Consejo Internacional de Organizaciones Voluntarias
- 1964, May Curwen (Reino Unido), François Preziosi* (Italia) y Jean Plicque* (Francia)
- 1965, Lucie Chevalley (Francia), Ana Rosa Schliepper de Martínez Guerrero* (Argentina) y Jørgen Nørredam* (Dinamarca)
- 1967, Príncipe Bernardo (Países Bajos)
- 1968, Bernard Arcens (Senegal) y Charles H. Jordan* (EE. UU.)
- 1969, Princesa Princep Shah (Nepal)
- 1972, Svana Fridriksdottir (Islandia)
- 1974, Helmut Frenz (Chile)
- 1975, James J. Norris (EE. UU.)
- 1976, Olav Hodne (Noruega) y Marie-Louise Bertschinger* (Suiza)
- 1977, Sociedad de la Medialuna Creciente de Malasia (Malasia)
- 1978, Seretse Khama (Botsuana)
- 1979, Valéry Giscard d'Estaing (Francia)
- 1980, Maryluz Schloeter Paredes (Venezuela)
- 1981, Paul A. Cullen (Australia)
- 1982, Princesa Sonia de Noruega (Noruega)
- 1983, Julius Nyerere (Tanzania)
- 1984, Lewis Hiller, Jeff Kass y Gregg Turay (EE. UU.)
- 1985, Paulo Evaristo Arns (Brasil)
- 1986, El pueblo de Canadá (aceptado por Jeanne Sauvé, Gobernador General de Canadá)
- 1987, Rey Juan Carlos I (España)
- 1988, Syed Munir Husain (Pakistán)
- 1991, Paul Weis* (Austria) y Libertina Appolus Amathila (Namibia)
- 1992, Richard von Weizsäcker (Alemania)
- 1993, Médicos Sin Fronteras
- 1995, Graça Machel (Mozambique)
- 1996, Handicap International
- 1997, Joannes Klas (EE. UU.)
- 1998, Mustafa Abdülcemil Qırımoğlu (Ucrania)
- 2000, Jelena Silajdzic (Bosnia y Herzegovina), Abune Paulos (Etiopía), Lao Mong Hay (Camboya), Miguel Ángel Estrella (Argentina) y los voluntarios de las Naciones Unidas
- 2001, Luciano Pavarotti (Italia)
- 2002, Arne Rinnan (Noruega), la tripulación del MV Tampa y Wallenius Wilhelmsen ASA
- 2003, Annalena Tonelli (Italia)
- 2004, Memorial Human Rights Centre (Rusia)
- 2005, Marguerite Barankitse (Burundi)
- 2006, Akio Kanai (Japón)
- 2007, Katrine Camilleri (Malta)
- 2008, Christopher Clark (Reino Unido) y el UN Centro de Coordinación de Acción contra las Minas del Sur del Líbano
- 2009, Edward Kennedy* (EE. UU.)
- 2010, Alixandra Fazzina (Reino Unido)
- 2011, Sociedad para la Solidaridad Humanitaria (Yemen)
- 2012, Hawa Aden Mohamed (Somalia)
- 2013, Angélique Namaika (República Democrática del Congo)
- 2014, Red Mariposas de Alas Nuevas Construyendo Futuro Colombia
- 2015, Aqeela Asifi.[2]
- 2016, Efi Latsoudi y el Equipo de Rescate Helénico.[3]
- 2017, Zannah Mustapha (Nigeria)
- 2018, Evan Atar Adaha (Sudán)
- 2019, Azizbek Ashurov